# バロック・ポップ
バロック・ポップとは1960年代中ごろからはじまった音楽の様式。クラシック音楽の要素がロックに取り込まれ、ハープシコード、オーボエ、チェロ、フレンチホルンなどのロックには馴染みのない楽器が使用される。バロック・ロック、イングリッシュ・バロック 、チェンバー・ロック、チェンバー・ポップとも呼ばれる。

## 概要
バロック・ポップの最盛期は、シンセサイザーやサンプラーの導入以前、さまざまな生楽器が「実際に」セッション・ミュージシャンによって演奏されていた60年代半ばから70年代前半である。バロック・ポップの曲構成は、バロック音楽やクラシック音楽の影響を受けている。歌詞の内容は、プログレッシブ・ロックに見られるような抽象的なものではない。バロック・ポップはアソシエイション、ハーパース・ビザールらのサンシャイン・ポップとも似通っているが、それよりも哀愁や陰影を帯びた曲調である場合が多い。

## 詳細
バロック・ポップのルーツの1つとして、1960年代前半、バート・バカラックは「ウォーク・オン・バイ」でフリューゲルホルンを使うなどのクラシック的な試みをしていた。フィル・スペクターも、自身の「ウォール・オブ・サウンド」のためにクラシックで用いられる様々な楽器を導入していた。またビートルズは、クラシックの素養のあるプロデューサー、ジョージ・マーティンの手によって、楽曲「イエスタディ」や「エリナー・リグビー」のためにストリングス・カルテットを導入したり、「イン・マイ・ライフ」では回転速度の操作によりハープシコードのような音になったピアノを入れたりした。1966年にローリング・ストーンズがリリースした「レディ・ジェーン」では、ブライアン・ジョーンズがダルシマーを演奏している。ストーンズは「ルビー・チュ－ズデイ」でもバロック・ポップ的なサウンドを披露している。ビーチ・ボーイズのブライアン・ウィルソンは、1965年の『トゥデイ』『サマー・デイズ』から、ハープシコードやツィターなどでオーケストアレンジを使い始め、翌1966年に発表の『ペット・サウンズ』は商業主義といったん決別した芸術志向のアルバムだった。ストーン・ポニーズのヒット曲「悲しきロック・ビート」（1967）や、ジュディ・コリンズの「青春の光と影」(1968、ジョニ・ミッチェル作曲)もバロック・ポップの楽曲とされる。
イギリスのゾンビーズが1964年にリリースしたシングル「シーズ・ノット・ゼア」は、クラシックで用いられる楽器は使用していないにもかかわらず、後のバロック・ポップで表れる特徴的なハーモニーがよく出ているため、このジャンルの初期の例としてよく引用されている。ニューヨークのバンドであるレフト・バンクのメンバー、マイケル・ブラウンはそれに触発され、1966年発表のシングル「いとしのルネ」でハープシコードとストリング・カルテットを導入した。
バロック・ポップは、1970年代のパンク・ロックとテクノ・ミュージックが流行するにつれて、次第に姿を消していったが、80年代になって、少し復活しはじめた。オーケストラアレンジやクラシック曲の構成をもちいたバロック・ポップは、少数の音楽ジャンルの楽曲に使用されている。21世紀のバロック・ポップに分類されるアーティストは、フォーク、アメリカーナ、サイケデリック、ドリーム・ポップなど、さまざまな分野を横断している。